# Calle de Alcalá de Guadaíra (Barcelona)
La calle de Alcalá de Guadaíra es una calle del barrio de San Martín de Provensals de Barcelona. Le fue dada esta denominación en 1925 en agradecimiento al hecho de que la ciudad andaluza de Alcalá de Guadaíra le dio el nombre de Barcelona a una de sus calles. En 1931 fue rebautizada como calle del Doctor Rizal y recuperó su nombre original el 7 de julio de 1942.